# 麥克奈里縣 (田納西州)
麥克奈里县（英語：McNairy County）是美國田納西州西南部的一個縣，南鄰密西西比州。面積1,453平方公里。根据美國2000年人口普查，共有人口24,653人。縣治塞爾默（Selmer）。
成立於1823年10月8日。縣名紀念法官、制憲大會成員約翰·麥克奈里。